# Mhlambanyatsi (Inkhundla)
Mhlambanyatsi ist ein Inkhundla (Verwaltungseinheit) in der Region Manzini in Eswatini. Das Inkhundla ist 464 km² groß und hatte 2007 gemäß Volkszählung 8982 Einwohner. Verwaltungssitz ist Mhlambanyatsi.
Es gliedert sich in die Imiphakatsi (Häuptlingsbezirke) Bhunya, Dingizwe, Lundzi, Mbangave, Mlindazwe und Zondwako.